# Paulo (jurista)
Julio Cornelio Paulo Prudentísimo (en latín: Julius Cornelius Paulus Prudentissimus) fue uno de los más influyentes y distinguidos juristas romanos. Es también conocido como Paulo. Además, fue pretor, sirviendo en la época de la Dinastía Severa del Imperio romano.

## Vida
Poco es lo que se conoce de la vida y familia de Paulo. Fue un descendiente de una familia griega que originalmente venía de un desconocido pueblo fenicio o de Patavium, actual Padua, Italia. La posibilidad que esta última sea el origen se basa en una inscripción encontrada en una estatua de este lugar, en honor a Paulo.
Durante los reinados de los emperadores Septimio Severo y Caracalla, Paulo sirvió como jurista. Estuvo exiliado por el emperador Heliogábalo, pero rescatado del mismo por Alejandro Severo. Severo y su madre, Julia Mamea en 222, nombraron a Paulo como uno de los consejeros del emperador, entre los años 228-235, Paulo fue el Prefecto del pretorio de la Guardia Pretoriana. Paulo fue contemporáneo al jurista Domicio Ulpiano. Paulo aparentemente siguió la carrera del ex Prefecto del prefecto Papiniano. Gracias a su cautela en opinión política, el emperador Gordiano III le otorgó el título honorífico de Prudentissimus.

## Trabajo de Paulo
El jurista romano Herenio Modestino describe a Paulo, junto con Ulpiano y Quinto Cervidio Escévola, como uno de los grandes juristas romanos de su tiempo.
Paulo escribió 319 publicaciones jurisprudenciales. Su trabajo fue bastante prolífico, en el que expresaba no sólo análisis de lo dispuesto por otros juristas, sino que también daba su punto de vista. Escribió sobre una gran variedad de temas y dejó un legado de conocimiento jurídico.
Paulo, en su trabajo, comentó sobre Javoleno Prisco, Quinto Cervidio, Marco Antistio Labeón, Salvio Juliano y Papiniano. También citó a los juristas Macer y Herenio Modestino. Paulo escribía con un estilo condensado e incluso oscuro. Sus publicaciones han sobrevivido por fragmentos, por lo que se necesita de un gran cuidado en la lectura para ser entendido.
Estos trabajos fueron considerados, junto con los de otros cinco juristas, para hacer la ley de citas en el año 426 por los emperadores romanos Teodosio II y Valentiniano III. Otro legado fueron los escritos que contribuyeron a componer el Digesto, escrito y compilado en el período del emperador Justiniano I en el siglo VI.
Una sexta parte del Digesto está basada en el trabajo de Paulo, que es el segundo jurista más citado en esa obra, después de Ulpiano, sumando entre ambos la mitad de las citas de la obra.
De los trabajos de Paulo que han sobrevivido, las Sententiae y Filium son los que tienen fragmentos de un mayor tamaño.